# Medaglia del giubileo d'oro di Nicola I del Montenegro
La Medaglia del giubileo d'oro di Nicola I del Montenegro, fu una medaglia commemorativa concessa dal Regno del Montenegro per commemorare il 50º anniversario dell'ascesa al trono di Nicola I.

## Storia
La medaglia venne istituita nel 1910 per commemorare i cinquant'anni al trono di Nicola I del Montenegro, considerando non solo i suoi anni di regno come re, ma anche quelli come principe del Montenegro. 
Le celebrazioni ebbero luogo a Cettigne, la capitale del Montenegro, e combinarono anche le nozze d'oro della coppia reale.

## Insegne
Medagliaè costituita da un disco d'oro, d'argento o di bronzo (a seconda delle classi) di 36 mm sul quale è presente, sul diritto, il profilo di re Nicola I rivolto a sinistra col capo laureato, attorniato dall'iscrizione in cirillico "In ricordo delle celebrazioni del cinquantesimo anno di regno 1910". Sul retro, si trova una croce patente con al centro un medaglione circolare riportante il monogramma coronato di Nicola I circondato dall'iscrizione in cirillico "Per il re e la patria". Le braccia della croce riportano in alto la parola "principe" a destra la data 1860 e a sinistra 1910.
Nastrobianco con una fascia rossa per parte.